# Festuca oroana
Festuca oroana är en gräsart som beskrevs av Stancík. Festuca oroana ingår i släktet svinglar, och familjen gräs. Inga underarter finns listade i Catalogue of Life.